# Stadion Gajayana
Stadion Gajayana – wielofunkcyjny stadion w mieście Malang, w Indonezji. Może pomieścić 30 000 widzów. Został wybudowany w latach 1924–1926. Swoje spotkania rozgrywają na nim piłkarze klubu Persema Malang.